# Кенедугу (государство)

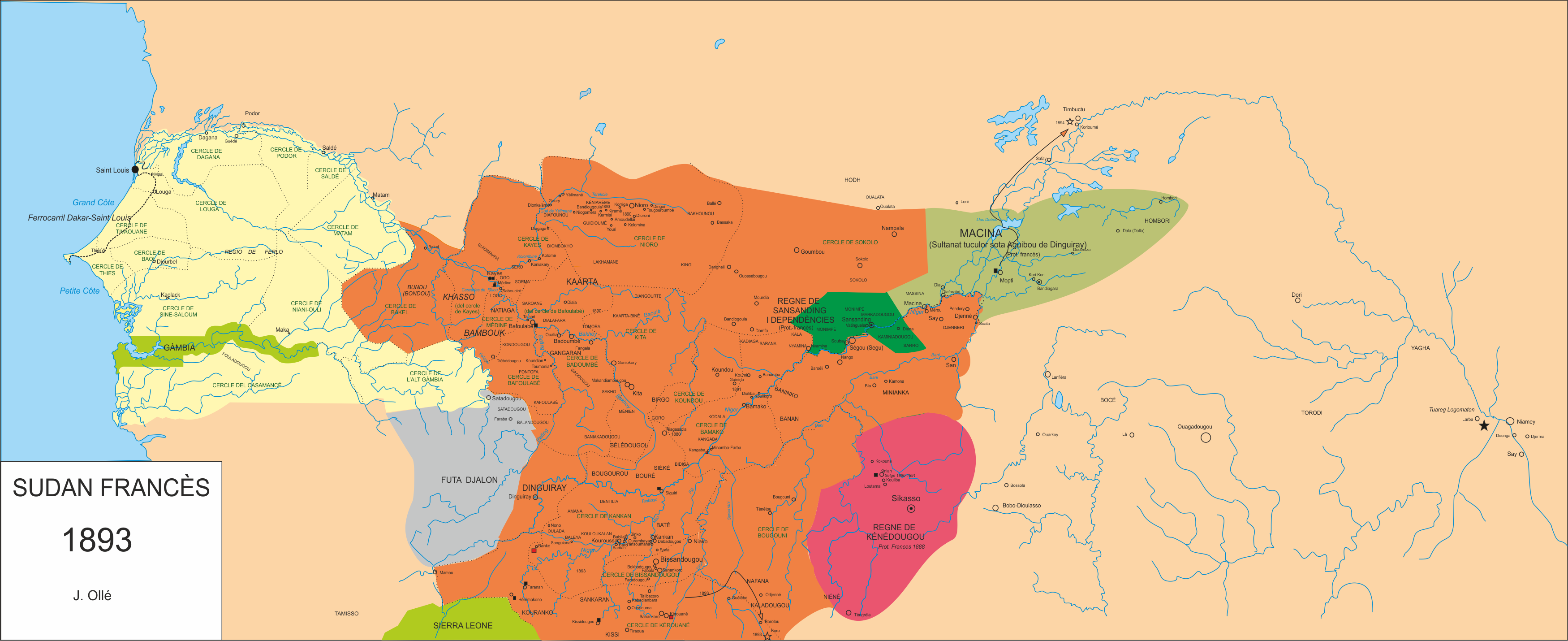
Карта Кенедугу в 1893 году

Королевство Кенедугу (ок. 1650—1898) было доколониальным западноафриканским государством, основанным в южной части современного Мали.

## Династия Траоре
Королевство Кенедугу было образовано в 1650-х годах вокруг племен сенуфо на границе современных Мали и Буркина-Фасо. Такая позиция обеспечивала королевству Кенедугу роль важного торгового узла в торговле между севером и югом.
Из-за многочисленных традиционных языческих практик, Кенедугу находилось в постоянной конфронтации с северными мусульманскими племенами и не раз подвергалось нападениям. Однако, несмотря на это, в сравнении с соседними государствами, королевство находилось большую часть своей истории в состоянии относительного мира.
Первым королём Кенедугу стал Нанка Траоре, положивший начало династии Траоре, правившей в Кенедугу до конца XIX века. Королевский титул официально именовался Фаама, что на языке мандинка буквально обозначало «король».
Практически нет информации о последующих королях династии Траоре, известно лишь то, что до последнего короля Бабембы их было как минимум семь.
- Нанка Траоре (ок. 1650-х годов (?))
- от 5 до 7 неизвестных по имени монархов
- Даула I Ба Траоре (ок. 1750)
- неизвестный по имени монарх (до ок. 1800)
- Тапри Траоре (ок. 1800—1820)
- Муса (Масса) Торома (Тогома) Траоре (ок. 1820—1825), сын Тапри
- Фамороба (Фамориба) Траоре (ок. 1825—1835), сын Тапри
- Ньянамага (Нагнама, Нгаманкан) Траоре[порт.] (ок. 1830/1835—1840/1845)[2], сын Тапри
- Тьемонконко (Тьемонко) Траоре[порт.] (ок. 1840—1845)[2], сын Тапри
- Даула II Ба Траоре[порт.] (ок. 1845—1860)[2], сын Ньянамаги
- Дауда Траоре (ок. 1860—1862)[2], сын Тьемонконко
- Нголо Кунанфан (Молокунанфан) Траоре[порт.] (1862—1866)[2], сын Даулы II
- Тиба Траоре[фр.] (ок. 1866—18 января 1893), сын Даулы II
- Бабемба Траоре[англ.] (18 января 1893—1 мая 1898), сын Даулы II

## Сопротивление колонизации
Закат Кенедугу наступил во второй половине XIX века. Королевство начало испытывать угрозы одновременно с двух сторон: от нарастающих колониальных амбиций Франции и агрессивной политики Самори Туре, правителя соседнего исламского государства Вассулу.
Предвидя будущее вторжение врагов в Кенедугу, предпоследний король Тиба перенес столицу королевства в родной город своей матери Сикасо, подальше от границы. Тамже, в 1877 году он построил форт Мамелон, где уже в мае 1898 года был убит последний король Кенедугу Бабемба.
По иронии судьбы, именно маленькое королевство Кенедугу станет одним из последних главных противников французских амбиций в Западной Африке. Сначала Самори осадил Сикасо с армией в 12 000 человек в апреле 1887 года, но не смог захватить город. На смену ему, в тот же год, французы также осадили Сикасо, но опять не смогли взять город. Во время обороны города, защитниками были построены укрепления, т. н. тата. В настоящее время, сохранившиеся участки укреплений являются одной из главных туристических достопримечательностей города.
После смерти короля Тибы 1 января 1893 года, трон занял последний правитель Кенедугу — его брат Бабемба. Он успешно отражал нападения французских колониальных сил до 1897 года, когда они захватили Сегу, столицу северного соседа Кенедугу, империи Токулеров. Теперь путь на Сикасо был полностью открыт, и французы приготовились окончательно покорить Кенедугу, отомстив тем самым за предыдущий позор.

## Конец королевства
В апреле 1898 года французы подошли к городу и начали массированную артиллерийскую атаку, уничтожив большую часть укреплений и строений. Сикасо пал 1 мая того же года. Не выдержав позора своего поражения, последний король Кенедугу приказывает свои охранникам убить его. Вскоре после подчинения Кенедугу, его территория была присоединена к колонии Французский Судан.
Братья-короли Тиба I и Бабемба до сих пор почитается в Мали в качестве символов национального сопротивления колонизаторам.